# Strichen
Strichen är en ort i Storbritannien.   Den ligger i kommunen Aberdeenshire och riksdelen Skottland, i den norra delen av landet, 700 km norr om huvudstaden London. Strichen ligger 57 meter över havet och antalet invånare är 857.
Terrängen runt Strichen är huvudsakligen platt, men åt nordost är den kuperad. Runt Strichen är det ganska glesbefolkat, med 30 invånare per kvadratkilometer. Närmaste större samhälle är Peterhead, 19,6 km sydost om Strichen. Trakten runt Strichen består i huvudsak av gräsmarker.